# Bernat Ortín Benedito
Bernat Ortín Benedito (València, 1893 - València, 1940) va ser un escriptor i activista lingüístic valencià.
Mestre de professió va ser autor d'una Gramàtica Valenciana orientada a l'escola com a part de la seua tasca d'introducció del valencià en l'ensenyament. Fou secretari general de Nostra Parla. Col·laborà en El Vers Valencià, i els anys 1923 i 1934 obtingué el premi en els Jocs Florals de Lo Rat Penat. Va escriure també algunes obres teatrals de caràcter popular. Va ser un dels signataris de les Normes de Castelló.

## Obres

### Lingüística

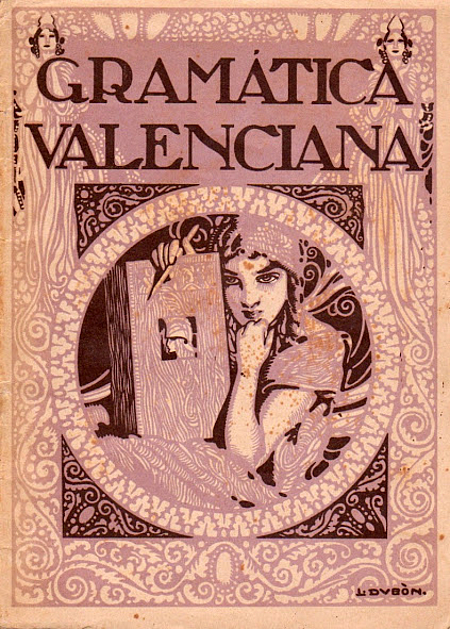
Coberta de la Gramàtica valenciana de Bernat Ortín (València: Editorial Valenciana, 1918), il·lustrada per Lluís Dubón Portolés

- Coberta de la Gramàtica valenciana de Bernat Ortín (València: Editorial Valenciana, 1918), il·lustrada per Lluís Dubón Portolés1918 Gramàtica Valenciana. Nocions elementals per a escoles de primeres lletres

### Teatre
- El dimoni fa un milacre
- Les dones i l'amor
- Festes en l'horta
- La pallola